# Xã Litchville, Quận LaMoure, Bắc Dakota
Xã Litchville (tiếng Anh: Litchville Township) là một xã thuộc quận LaMoure, tiểu bang Bắc Dakota, Hoa Kỳ. Năm 2010, dân số của xã này là 49 người.